# Moprosoft
Modelo de Procesos para la Industria del Software es un modelo para la mejora y evaluación de los procesos de desarrollo y mantenimiento de sistemas y productos de software. Fue desarrollado por la Asociación Mexicana para la Calidad en Ingeniería de Software a través de la Facultad de Ciencias de la Universidad Nacional Autónoma de México (UNAM) y a solicitud de la Secretaría de Economía para obtener una norma mexicana que resulte apropiada a las características de tamaño de la gran mayoría de empresas mexicanas de desarrollo y mantenimiento de software. Moprosoft es el nombre del modelo en la comunidad universitaria y profesional, y la norma técnica a la que da contenido es la NMX-059/02-NYCE-2005 que fue declarada Norma Mexicana el 15 de agosto de 2005 con la publicación de su declaratoria en el Diario oficial de la Federación.
Moprosoft considera que los modelos de evaluación y mejora CMMI e ISO/IEC 15504 no resultan apropiados para empresas pequeñas y medianas de desarrollo y mantenimiento de software. Sobre las áreas de procesos de los niveles 2 y 3 del modelo SW-CMM e inspirándose en el marco de ISO/IEC 15504 se ha desarrollado este modelo.

## Origen
Le ha dado origen el Programa para el Desarrollo de la Industria del Software (PROSOFT). Plan de la Secretaría de Economía de México que forma parte del Plan Nacional de Desarrollo 2001-2006.
PROSOFT tiene siete líneas estratégicas, siendo la sexta la que ha dado origen a MoProSoft: "Alcanzar niveles internacionales en capacidad de procesos".
Al comenzar el desarrollo de esta línea estratégica se evaluó la adopción de los modelos: ISO 9000, ISO 15504, SW-CMM. El resultado de la evaluación fue: "Ninguno de los estándares o modelos cumple con los requisitos expresados por la industria nacional", y se decidió la elaboración de un modelo adecuado para las características de las empresas mexicanas, que se basaría en los modelos evaluados. Con base en esta decisión la Secretaría de Economía encargó la elaboración de dicho modelo a la Asociación Mexicana para la Calidad en Ingeniería del Software (AMCIS) en colaboración con la Universidad Nacional Autónoma de México (UNAM).
La primera versión de MoProSoft se publicó en diciembre de 2002. Actualmente es ya una norma de tipo voluntario y tiene la nomenclatura NMX-I-059-NYCE conformándose por 4 partes o fascículos que nace en el seno de un organismo nacional de normalización denominado NYCE A.C. y es evaluada bajo el marco legal de la Ley Federal de Metrologia y Normalización por una unidad acreditada del mismo organismo dado certeza jurídica a las empresas implantadas.
El Plan Nacional de Desarrollo (PND) 2001-2006 de México plantea el objetivo de mejorar la competitividad del país mediante la promoción, uso y aprovechamiento de la tecnología e información. En dicho plan la Secretaría de Economía definió el Programa para el Desarrollo de la Industria del Software.

## Criterios empleados
Se han aplicado los siguientes criterios para la elaboración de este modelo de procesos:
- La estructura de procesos resultante debe ser acorde a la estructura generalmente empleada por las organizaciones de la industria del software (alta dirección, gestión y operación)
- La alta dirección tiene un papel importante a través de la planificación estratégica. Debe actuar como promotor del buen funcionamiento de la organización a través de su implicación en la revisión y mejora continua del modelo.
- El modelo considera a la gestión como proveedora de recursos, procesos y proyectos; así como responsable de la vigilancia del cumplimiento de los objetivos estratégicos de la organización.
- El modelo considera a la operación como ejecutora de los proyectos de desarrollo y mantenimiento de software.
- El modelo integra con claridad y consistencia los elementos indispensables para la definición de los procesos y las relaciones entre ellos.
- El modelo integra los elementos para realizar la administración de proyectos desde un solo proceso.
- El modelo integra los elementos para realizar la ingeniería de productos de software en un único marco que incluya los procesos precisos de soporte (verificación, validación, documentación y control de la documentación).
- El modelo destaca la importancia de la gestión de recursos, con especial relevancia en aquellos que componen el conocimiento de la organización: productos generados por proyectos, datos de los proyectos, mediciones, documentación de procesos y datos cosechados a partir del uso y de las lecciones aprendidas.
- Moprosoft se basa en los modelos de procesos ISO 9001:2000, en las áreas de procesos de los niveles 2 y 3 de CMM-SW: CMM-SW v.1.1.,  en el marco general ISO/IEC15504 y en prácticas y conceptos de PMBOK Y SWEBOK.
- PROSOFT representa un campo diferente de apoyo a los empresarios de las tecnologías de la información, es un sector diverso para hacer negocios y generar fuentes de empleo dignas”

El Plan Nacional de Desarrollo 2001-2006 plantea el fomento a la industria y el mercado de Tecnologías de la Información (TI) como estrategia para aumentar la competitividad del país. Dado el gran potencial con que cuenta México para desarrollar esta industria, la Secretaría de Economía, en coordinación con organismos empresariales y empresas del sector, diseñó el PROSOFT.

## Procesos

### Categoría alta dirección (DIR)
- Gestión de Negocio. Los que lo han implementado bien reconocen, que tener un plan estratégico para la empresa, los objetivos y metas cuantitativas del negocio y, controlarlos es una aportación muy importante que incentiva a los directivos a ser más visionarios pero también obliga a ser más disciplinados.

### Categoría Gerencia (GER)
- Gestión de Procesos
- Gestión de Proyectos
- Gestión de Recursos
  - Recursos Humanos y Ambiente de Trabajo
  - Bienes Servicios e Infraestructura
  - Conocimiento de la Organización.

### Categoría Operación (OPE)
- Administración de Proyectos Específicos
- Desarrollo y Mantenimiento de Software